# 2011 UU411
2011 UU411, também escrito como 2011 UU411, é um objeto transnetuniano que está localizado no Cinturão de Kuiper, uma região do Sistema Solar. Este corpo celeste é classificado como um cubewano. Ele possui uma magnitude absoluta de 7,9 e tem um diâmetro estimado com cerca de 116 km.

## Descoberta
2011 UU411 foi descoberto no dia 24 de outubro pelo astrônomo M. Alexandersen.

## Órbita
A órbita de 2011 UU411 tem uma excentricidade de 0,032 e possui um semieixo maior de 43,880 UA. O seu periélio leva o mesmo a uma distância de 42,475 UA em relação ao Sol e seu afélio a 45,284 UA.